# موگارتی
موگارتی (به لاتین: Mugarty) یک منطقهٔ مسکونی در روسیه است که در داغستان واقع شده‌است.